# Piero Montecchi
Piero Montecchi (Reggio nell'Emilia; 1 de marzo de 1963) es un exjugador italiano de baloncesto. Con 1.94 de estatura, su posición natural en la cancha era la de base y escolta.

## Trayectoria
- Pallacanestro Reggiana (1982-1987)
- Olimpia Milano (1987-1992)
- Pallacanestro Varese (1992-1993)
- Pallacanestro Cantú (1993-1994)
- Pallacanestro Reggiana (1995-1998)

## Palmarés
- LEGA: 1

Olimpia Milano: 1988-1989
- Copa de Europa: 1

Olimpia Milano: 1988
- Copa Intercontinental: 1

Olimpia Milano: 1987